# Rubén Basoalto
Rubén Basoalto (Quilmes, 9 de julio de 1947 - Buenos Aires, 3 de noviembre de 2010) fue un baterista argentino. Apodado "El pulpo", junto a Willy Quiroga , Juan Carlos "Yody" Godoy y Ricardo Soulé formó la banda de rock Vox Dei, con la que grabó 17 álbumes.

## Biografía

### Trayectoria con Vox Dei
En 1967 formó en Quilmes la banda Mach 4 junto a Ricardo Soulé, Willy Quiroga y Juan Carlos Godoy. Bajo este nombre la banda realizaba presentaciones donde interpretaban temas de The Beatles, The Rolling Stones, The Kinks y The Byrds. Cuando les propusieron grabar canciones para el sello discográfico Mandioca decidieron cambiar su nombre a Vox Dei y a cantar en español en 1969.
En 1970 lanzaron su disco Caliente, aunque su mayor obra fue la ópera rock La Biblia, editada al año siguiente, considerado uno de los más importantes del rock en español.
A partir de Cuero Caliente, Rubén comenzó a formar parte de la composición del material de la banda, como el solo de batería en la canción Reflejos Tuyos y Míos, de 1972 (también cantada por él), y otras canciones compuestas como las seis del álbum Estamos en la pecera, Extraña visita (de 1976, coescrita con Raúl Fernández) y Fantasmas en mi cabeza (de 1978, coescrita con Quiroga). Durante el hiato de la banda (1982-86) formó el grupo Rompeases junto a Raúl Fernández en guitarra y Enrique "Avellaneda" Díaz en bajo y voces, aunque no lograron grabar.
En paralelo seguiría tocando con Willy Quiroga Trío.
En 1986 Vox Dei volvió a reunirse y Basoalto se mantuvo en actividad con diferentes formaciones. Para el período 1992 - 2010 donde Carlos Gardellini se hizo cargo de la guitarra, Basoalto compuso dos canciones para el disco de 1994 Sin darle ya más vueltas: Si vas por bien y Mamalita. Hacia 2005, con El Camino, "Tito" y "Carrera Loca" (coescrita junto a Gardellini).

### Fallecimiento
Basoalto falleció el 3 de noviembre de 2010, a los 63 años, luego de estar tres semanas internado, a causa de cáncer de pulmón. Fue velado en Quilmes, su ciudad natal y sus restos descansan en el cementerio de Ezpeleta.
Willy Quiroga, envió un saludo a todos los que le acompañaron y saludaron por internet: 

«Agradezco todos los mensajes que nos dan la fuerza necesaria para seguir, ante la pérdida no sólo de un hermano, de un compañero ideal y además un ícono socio fundador del Movimiento de Rock Nacional!!! Les contesto por este medio ya que llegaron tantos que contestarlos uno por uno me llevaría días, pero sepan que los he leído todos y les retribuyo tanto cariño y respeto con un abrazo enorme!!!».

## Discografía con Vox Dei
- Caliente - 1970
- La Biblia - 1971
- Jeremías Pies de Plomo - 1972
- Cuero Caliente - 1972
- La Nave Infernal (En vivo) - 1973
- Es una nube, no hay duda - 1973
- Vox Dei para Vox Dei - 1974
- Estamos en la pecera - 1975
- Ciegos de Siglos - 1976
- Gata de Noche - 1978
- La Biblia En Vivo (En vivo) - 1986
- Tengo razones para seguir - 1988
- Sin darle ya más vueltas - 1994
- El Regreso de la Leyenda (En vivo) - 1996
- La Biblia II - 1997
- El Camino - 2005
- Vox Dei en Vivo (En vivo) - 2007